# Rixheim
Rixheim je občina v departmaju Haut-Rhin francoske regije Alzacija.
Leta 1990 je v občini živelo 11 669 oseb oz. 597 oseb/km².